# 勞科 (庫里科省)
34°55′S 71°19′W / 34.917°S 71.317°W

勞科（西班牙語：Rauco），是智利的城鎮，位於該國中部馬烏萊大區的庫里科省，面積308.6平方公里，海拔高度175米，2012年人口9,543人，人口密度為每平方公里31人。